# 傑克·福克斯
傑克·福克斯（Jack Fox，1985年9月17日—）是英國的一位演員。他在電視劇新生六居客中飾演Ralph角色。他的父親是演員詹姆斯·福克斯，出生在倫敦。